# José Antonio Noriega
José Antonio „Tato” Noriega Zavala (ur. 29 grudnia 1969 w mieście Meksyk) – meksykański piłkarz występujący na pozycji środkowego pomocnika, reprezentant Meksyku, menedżer sportowy.

## Kariera klubowa
Noriega pochodzi ze stołecznego miasta Meksyk i jest wychowankiem tamtejszego zespołu Pumas UNAM, w którego barwach zadebiutował w meksykańskiej Primera División – 20 stycznia 1991 w wygranym 3:2 spotkaniu z Morelią. W tym samym sezonie – 1990/1991 – wywalczył z Pumas tytuł mistrza Meksyku, pozostawał jednak rezerwowym swojej drużyny. Nie mogąc wywalczyć sobie miejsca w wyjściowym składzie, latem 1992 Noriega odszedł do CF Monterrey, gdzie w roli podstawowego piłkarza spędził cztery sezony. Podczas gry w Monterrey strzelił swojego pierwszego gola w najwyższej klasie rozgrywkowej – 12 września 1992 w wygranym 3:2 meczu z Santosem Laguna. Jego jedynym poważnym osiągnięciem odniesionym z Monterrey było wicemistrzostwo kraju w sezonie 1992/1993.
Wiosną 1997 Noriega został zawodnikiem stołecznego Cruz Azul i w ekipie tej wywalczył krajowy puchar – Copa México. Po zaledwie sześciu miesiącach spędzonych w Cruz Azul podpisał umowę z Santosem Laguna z miasta Torreón, której barwy reprezentował bez większych sukcesów przez dwa lata. Później przez jeden sezon grał w Tigres UANL z Monterrey. Latem 2000 Noriega przeszedł do Monarcas Morelia – już w pierwszym sezonie w nowym klubie, Invierno 2000, wywalczył mistrzostwo Meksyku – pierwsze w historii klubu, natomiast drugie w swojej karierze. W jesiennym sezonie Apertura 2002 osiągnął z Morelią tytuł wicemistrzowski i został zwycięzcą Pucharu Mistrzów CONCACAF.
W styczniu 2003 Noriega powrócił do Santosu Laguna, gdzie wiosną 2004 zwyciężył w rozgrywkach InterLigi i wziął udział w premierowym starcie zespołu w Copa Libertadores. Tam Santos Laguna odpadła w 1/8 finału, natomiast sam zawodnik strzelił wówczas dwa gole w siedmiu spotkaniach. Karierę zakończył w wieku 35 lat, po raz drugi grając w Morelii. W późniejszym czasie pracował jako komentator sportowy.

## Kariera reprezentacyjna
W seniorskiej reprezentacji Meksyku Noriega zadebiutował 29 czerwca 1993 w wygranym 2:0 meczu towarzyskim z Kostaryką. Kilka tygodni później został powołany przez selekcjonera Miguela Mejíę Baróna na Złoty Puchar CONCACAF, gdzie rozegrał dwa spotkania, a jego kadra zwyciężyła w tych rozgrywkach. Po dziewięciu latach Noriega znalazł się w ogłoszonym przez Javiera Aguirre składzie na Złoty Puchar CONCACAF 2002. Tam także dwukrotnie pojawiał się na boiskach, jednak Meksykanie odpadli już w ćwierćfinale. Ogółem w reprezentacji Noriega wystąpił sześć razy, nie wpisując się na listę strzelców.